# Träume wachsen nicht auf Bäumen
Träume wachsen nicht auf Bäumen ist ein dänischer Jugendfilm aus dem Jahr 1996, der  von dem dänischen Regisseur Stellan Olsson gedreht wurde. Als Vorlage diente der Roman des Autors Jens Peder Larsen.

## Handlung
Die 13-jährige Rosa lebt mit ihrem Vater, einem glücklosen Maler, in einem kleinen Städtchen an der Küste von Jütland. Sie hat ein Handicap: Ihr linkes Bein ist zu kurz geraten und sie bewegt es mittels einer Prothese. Rosas Teenagerleben verläuft zwischen all den kleinen und großen Sorgen und Problemen eher unspektakulär: Sie schwärmt für ihren Schulkameraden Mads, der mit Henriette zusammen ist, und kann ihre Eifersucht auf diese nur schwer verbergen. Rosa verfügt über eine ausgesprochen soziale Ader: Sie besorgt für Rimkjær und Ellen bei dem Kaufmann Jørgensen die täglichen Dinge des Lebens und bringt sie ihnen nach Hause. Rimkjær, ein alter griesgrämiger und einsamer Seemann, dessen einziger Freund ein Hamster ist, sehnt sich nach menschlicher Zuwendung. Ellen, eine reifere Dame, die in der Nachbarschaft wohnt, erfährt von Rosa, wie es dem Mann geht, und bald gelingt es Rosa, die beiden zu verkuppeln. Und ganz so nebenbei klettert Rosa auch auf Bäumen herum. So rettet sie ein verängstigtes Kätzchen trotz ihres Beinhandicaps.
Bei den Proben und der Feier zum Luciafest fordert Rosa Henriette heraus und wird kratzbürstig. Die beiden überwerfen sich immer mehr und als Rosa beim Weihnachtsfest in eleganter Kleidung erscheint, hofft sie insgeheim, dass sie Mads damit beeindrucken kann, der gerade auf der Bühne ein Lied singt.
Es kommt erneut zu einem Disput. Rosa wirft Mads schon längst unterdrückte Worte an den Kopf und verlässt den Saal. Henriette ist beeindruckt und läuft Rosa in der Dunkelheit hinterher. Sie treffen sich an einem Häuschen unweit des Ufers.
Henriette beginnt ihr Bild über Rosa zu ordnen und auch Rosa erkennt, dass Henriette nicht so arrogant ist, wie sie immer zu sein schien. Die beiden freunden sich an und verlassen auf Rosas Rad gemeinsam die Promenade, um zum Fest zurückzukehren.

## Sonstiges
Regisseur Stellan Olsson hat für die Hauptrolle entsprechend Mädchen mit einer Beinbehinderung gecastet und fand in Christina Brix Christensen am Schluss seine Protagonistin.